# SecurityGateway
SecurityGateway – antyspam obsługujący dowolny serwer poczty elektronicznej działający na systemie Windows. Eliminuje takie zagrożenia jak niechciana poczta, wirusy, wyłudzenia danych, ataki typu spoofing oraz inne formy szkodliwego oprogramowania. Wykorzystuje wydajny język filtrowania e-maili – SIEVE. Ma za zadanie chronić serwery poczty elektronicznej Microsoft Exchange jak i inne serwery SMTP. Posiada wbudowane funkcje zabezpieczające przed spamem, takie jak: SpamAssassin, Sender Policy Framework, Domain Keys Identified Mail, Greylisting oraz Backscatter protection. Zawiera rozbudowane opcje analityczne i raporty oraz jest niezwykle proste w instalacji i obsłudze. Nie wymaga serwerowego systemu operacyjnego do instalacji. W połączeniu z aplikacją ProtectionPlus wykorzystuje technologię ZeroHour Virus Outbreak Protection do blokowania w czasie rzeczywistym e-maili mogących stanowić zagrożenie dla użytkownika. SecurityGateway umożliwia równie archiwizację poczty e-mail. 